# Hieracium frondiferum
Hieracium frondiferum là một loài thực vật có hoa trong họ Cúc. Loài này được (Elfstr.) Elfstr. mô tả khoa học đầu tiên năm 1890.